# Kettelersiedlung (Nürnberg)
Die Kettelersiedlung ist eine Siedlung in Nürnberg und bildet gemeinsam mit dem östlichen Teil der Siedlung Falkenheim den statistischen Bezirk 44 Trierer Straße.

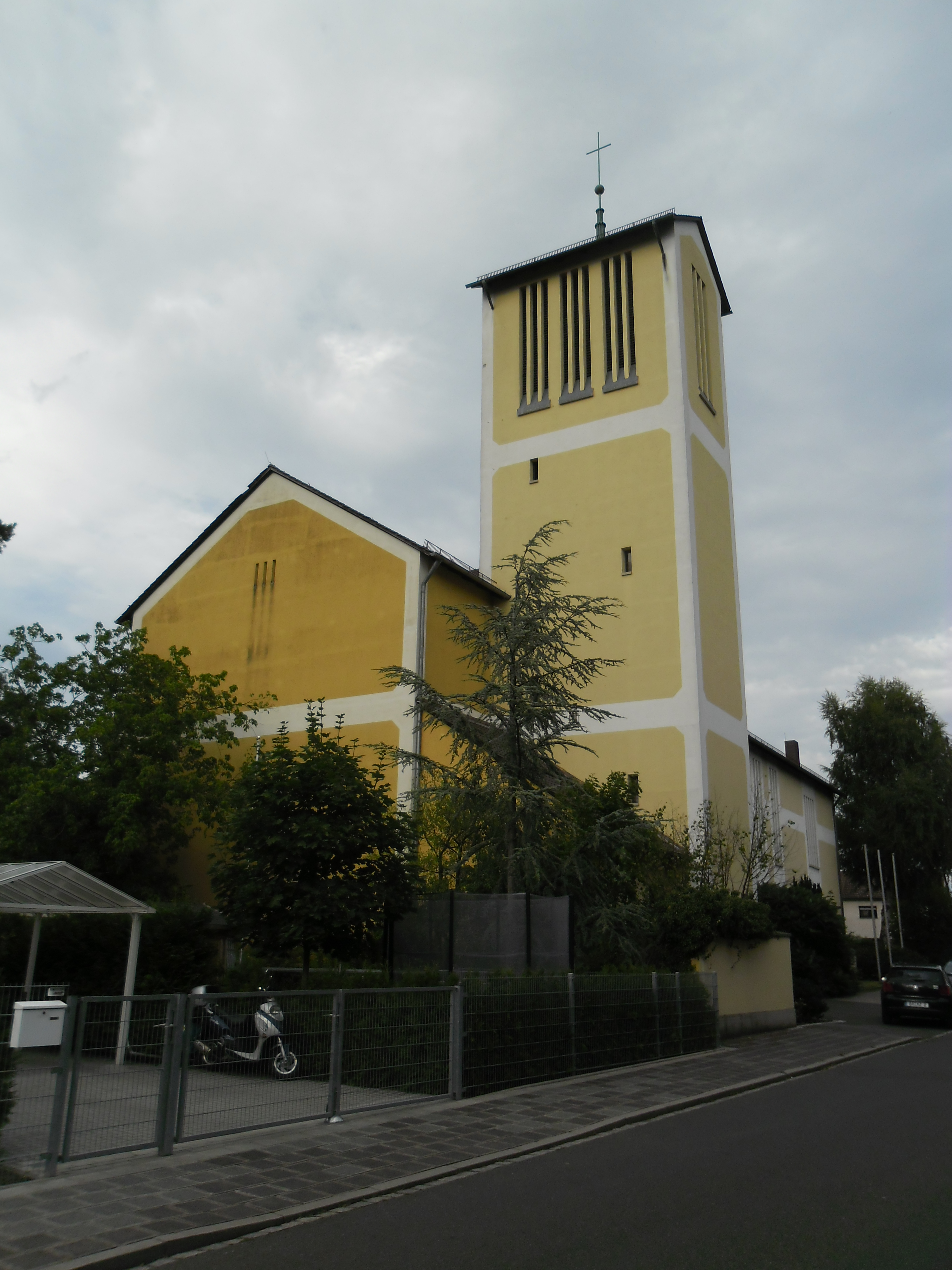
Sankt Rupert Kirche

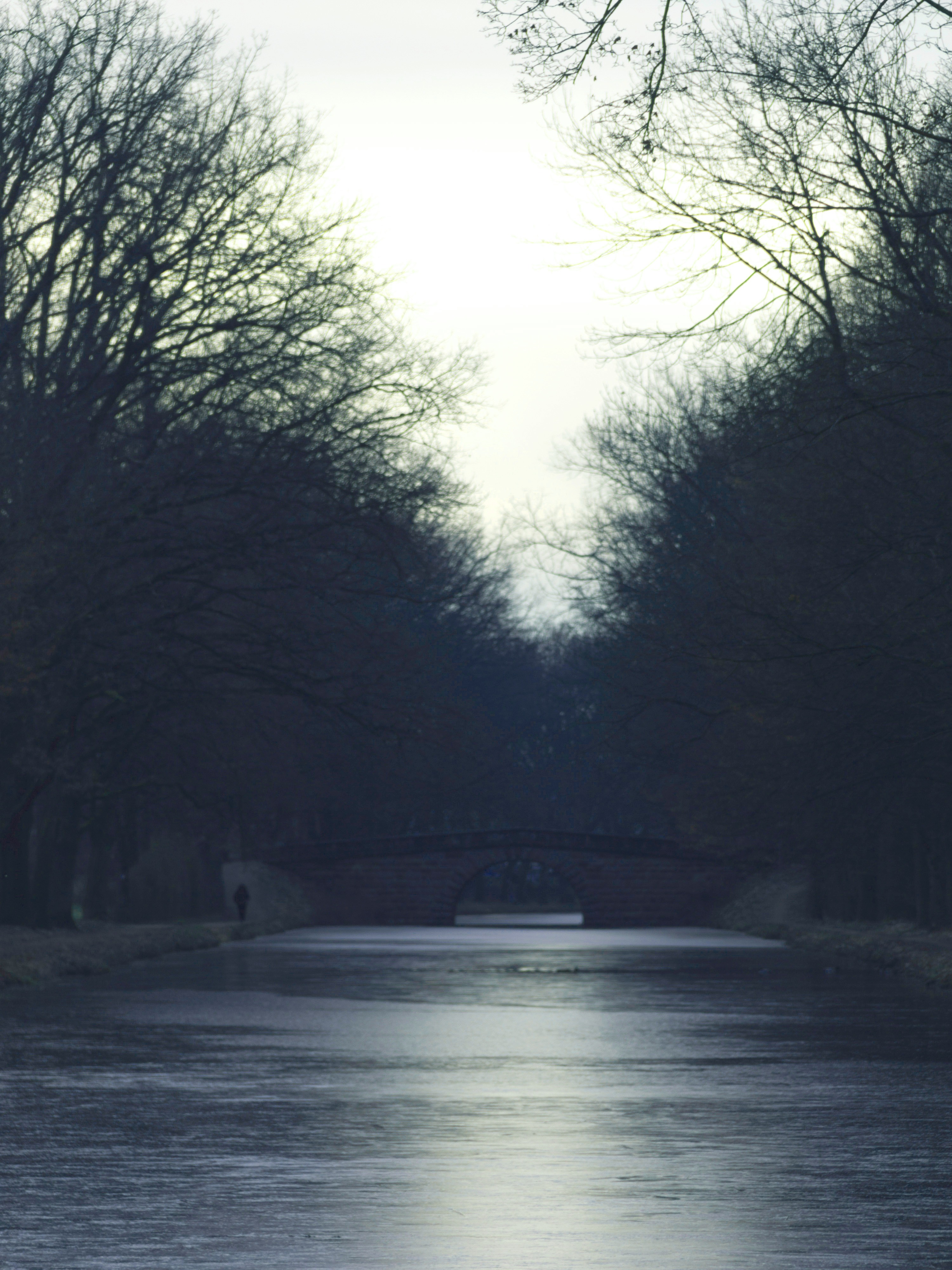
Winterstimmung am Ludwig-Donau-Main-Kanal

## Lage
Die Kettelersiedlung liegt im Süden der Trierer Straße. Sie umfasst das Gebiet zwischen der Trierer, der Kornburger und der Saarbrückener Straße in Nürnberg.

## Geschichte
Bereits 1930 war auf dem Gelände eine Siedlungstätigkeit zu verzeichnen. Eine 1932 geplante MAN-Siedlung kam nicht zustande. 1. April 1937 wurde das Gebiet nach Nürnberg eingemeindet. Die Grundsteinlegung zum Bau der Siedlung durch den Erzbischof Joseph Otto Kolb (1881–1955) war am 20. August 1948. Die Entstehung und der Name ist dem Ketteler-Werk und der St.-Josephs-Stiftung der Erzdiözese Bamberg geschuldet. Die Wohngebäude sind zweigeschossige Doppel- und Reihenhäuser. 1960 gab es dort dann 533 Häuser mit 1027 Wohnungen.

## Kirchen
An der Ecke der Königshammerstraße zur Leerstetter Straße befindet sich die katholische St.-Rupert-Kirche.